# Gaetano Scorza
Pour les articles homonymes, voir Scorza.
Bernardino Gaetano Scorza (Morano Calabro, 29 septembre 1876 – Rome, 6 août 1939) est un mathématicien italien.

## Biographie
Après avoir terminé ses études d'abord à Rome, au Collège Nazaréen, puis au Collège Pio des pères Piaristes à Florence, il s'inscrit à l'université de Pise, où il obtient un diplôme en mathématiques en 1898 avec Eugenio Bertini et Luigi Bianchi, ayant comme enseignant, entre autres, Ulisse Dini. Il est professeur adjoint de géométrie projective et descriptive d'abord à Pise, puis à l'université de Turin. Il obtient son habilitation à l'École normale supérieure de Pise en 1901. À partir de 1902, il est professeur dans l'enseignement secondaire à Terni, Bari et Palerme,.
En 1912, il obtient une chaire à l'université de Cagliari où il enseigne la géométrie projective et descriptive. De 1913 à 1916, il enseigne à l'université de Parme puis de 1916 à 1921, il enseigne la géométrie analytique à l'université de Catane, puis à l'université de Naples. Il rejoint en 1934 l'université de Rome. Il est membre de l'Académie des Lyncéens et du Conseil national de l'instruction publique de 1923 à 1932. Il est  président de la commission de mathématiques du Conseil national de la recherche de 1928 à 1931. Quelques semaines avant sa mort, il est nommé sénateur du royaume d'Italie.

## Activité scientifique
Les recherches de Scorza s'inscrivent notamment dans le domaine de la géométrie projective, des matrices de Reimann et de la théorie des algèbres et des groupes. Il parachève les travaux commencés par Federigo Enriques et Guido Castelnuovo sur la géométrie des transformations birationnelles. Ses découvertes les plus significatives sont liées aux fonctions abéliennes.
À partir de 1921, l'objet principal de ses recherches est la théorie générale des algèbres, ce qui le conduit à aborder des problèmes de théorie des nombres et de théorie des groupes finis. En 1942, l'ouvrage Gruppo astratti est publié à titre posthume, par Giuseppe Scorza Dragoni et Guido Zappa.
Il s'est également occupé de questions d'économie politique et de photogrammétrie théorique. 

## Tâches institutionnelles dans l'enseignement public
Il est consultant auprès de Giovanni Gentile, alors ministre de ministre de l'Éducation, à la suite de la réforme scolaire de 1923.